# فروت ولی (نیویورک)
فروت ولی (به انگلیسی: Fruit Valley) یک منطقهٔ مسکونی در ایالات متحده آمریکا است که در ازویگو، نیویورک واقع شده‌است.